# Villard-Bonnot
Villard-Bonnot ist eine französische Gemeinde mit 7445 Einwohnern (Stand: 1. Januar 2022) im Département Isère in der Region Auvergne-Rhône-Alpes. Sie gehört zum Arrondissement Grenoble und ist Teil des Kantons Le Moyen Grésivaudan. Die Einwohner heißen Villardien(ne)s.

## Geographie
Villard-Bonnot liegt im Tal von Grésivaudan am linken Ufer der Isère an der Flanke der Bergkette Belledonne und etwa siebzehn Kilometer nördlich von Grenoble. 
Umgeben wird Villard-Bonnot von den Nachbargemeinden Crolles im Norden, Froges im Nordosten, Laval-en-Belledonne im Osten, Sainte-Agnès und La Combe-de-Lancey im Südosten, Saint-Jean-le-Vieux im Süden, Le Versoud im Südwesten, Montbonnot-Saint-Martin im Westen und Bernin im Nordwesten. 
Die Gemeinde besteht aus den Ortschaften Brignoud, Villard-Bonnot und Lancey.

## Bevölkerungsentwicklung
| Jahr                       | 1962 | 1968 | 1975 | 1982 | 1990 | 1999 | 2006 | 2011 | 2018 |
| -------------------------- | ---- | ---- | ---- | ---- | ---- | ---- | ---- | ---- | ---- |
| Einwohner                  | 6499 | 6375 | 6031 | 6039 | 6382 | 6904 | 7265 | 7319 | 7175 |
| Quellen: Cassini und INSEE |      |      |      |      |      |      |      |      |      |

## Wirtschaft
Bedeutender Arbeitgeber ist seit dem ausgehenden 19. Jahrhundert die Papierindustrie. Mehrere Papeterien haben hier (Ortsteile Brignoud und Lancey) ihren Standort. 

## Persönlichkeiten
- Aristide Bergès (1833–1904), Ingenieur und Papierfabrikant

## Sehenswürdigkeiten
- Kirche Saint-Antoine, 1828–1829 erbaut
- Kirche Sainte-Thérèse-de-l’Enfant-Jésus im Ortsteil Brignoud

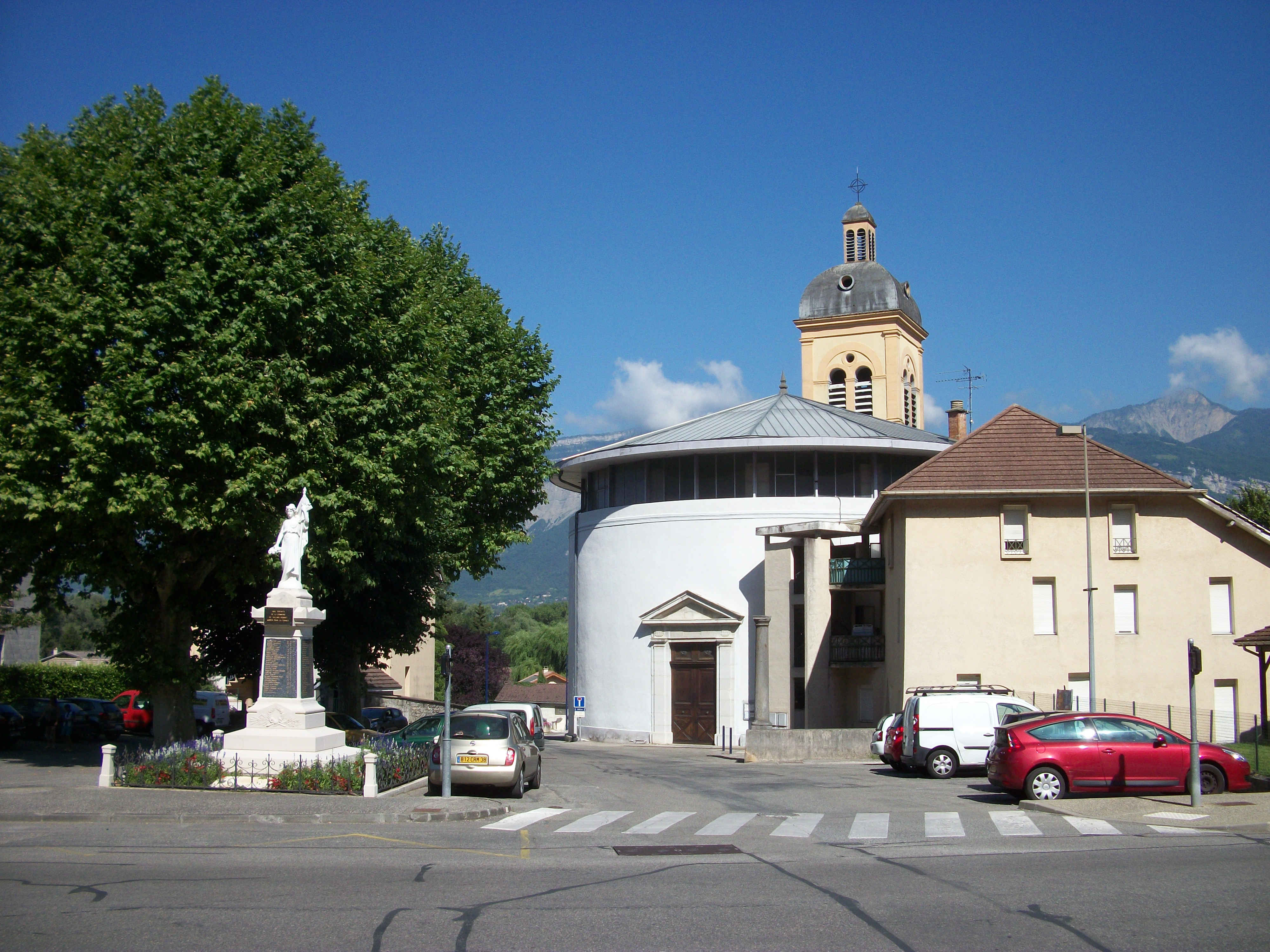
Kirche Saint-Antoine